# 가마타역 (도쿄도)
가마타역(일본어: 蒲田駅, かまたえき)은 일본 도쿄도 오타구에 있는 철도역이다.

## 타는 곳

### 동일본 여객철도
| 1 | 게이힌 도호쿠 선                       | 가와사키・요코하마·오후나 방면 |
| 2 | 게이힌 도호쿠 선(이른아침에 당역 출발) | 가와사키・요코하마·오후나 방면 |
| 3 | 게이힌 도호쿠 선(당역출발)             | 시나가와・도쿄・오미야 방면    |
| 4 | 게이힌 도호쿠 선                       | 시나가와・도쿄・오미야 방면    |

### 도쿄 급행 전철
| 1    | ■ 이케가미 선      | 이케가미・하타노다이・고탄다 방면                 |
| 2    | ■ 이케가미 선      | 이케가미・하타노다이・고탄다 방면                 |
| 2    | ■ 도큐 다마가와 선 | 시모마루코・다마가와 방면(이른아침 운행 일부열차) |
| 3・4 | ■ 도큐 다마가와 선 | 시모마루코・다마가와 방면                         |

## 역세권 정보
- 게이큐 가마타 역(게이힌 급행 전철 본선, 공항선)
- 오타 구청(區廳)

## 역사
- 1904년 4월 11일: 도카이도 본선의 철도역이 영업 개시.
- 1922년 10월 6일: 이케가미 전기 철도(현재 이케가미 선)의 철도역이 영업 개시.
- 1923년 11월 1일: 메구로카마타 전철(현재 도큐 다마가와 선)의 철도역이 영업 개시.

## 인접역
| 동일본 여객철도 도카이도 본선   | 동일본 여객철도 도카이도 본선 | 동일본 여객철도 도카이도 본선 |
| ------------------------------- | ----------------------------- | ----------------------------- |
| 오모리 오미야 방면              | ■ 게이힌 도호쿠 선            | 가와사키 오후나 방면          |
| 도쿄 급행 전철 이케가미 선      |                               |                               |
| 하스누마 고탄다 방면            | ■ 도큐 이케가미 선            | 시·종착역                     |
| 도쿄 급행 전철 도큐 다마가와 선 |                               |                               |
| 야구치노와타시 다마가와 방면    | ■ 도큐 다마가와 선            | 시·종착역                     |